# NGC 5176
NGC 5176 é uma galáxia elíptica (E) localizada na direcção da constelação de Virgo. Possui uma declinação de +11° 46' 55" e uma ascensão recta de 13 horas, 29 minutos e 24,9 segundos.